# Quảng Cung Công chúa

Quảng Cung Công chúa hay Mẫu Địa, Địa Mẫu, là vị nữ thần hay Mẫu Thần cai quản âm phủ, địa ngục, nguồn gốc cho mọi sự sống và là một vị thần cai quản địa phủ trong thần thoại Việt Nam. Quảng Cung Công chúa trong thần thoại Việt Nam là người cai quản cõi âm phủ, đứng trên Thập Điện Diêm Vương chịu trách nhiệm phán xét linh hồn người chết. Trong vấn hầu ngày nay không có thỉnh Địa Mẫu, nên cũng không có chuyện Mẫu giáng phán truyền. Tuy trong các thần điện không có thờ tượng Mẫu nhưng trong tâm thức, trong nếp thờ tự đời truyền đời đều nhớ đến Mẫu Địa Phủ. Khi có việc cũng đều kêu cầu Bà..

## Thân thế
Truyền thuyết trong văn hóa đại chúng:
Quảng Cung Công chúa là một vị Thánh mẫu được gọi là Mẫu Địa Phủ, bà vốn là con gái của Ông Trời (Thiên Chi Nữ - 天之女)
Tương truyền khi sinh ra cơ thể bà đã bị phân hủy, bốc mùi hôi thối xấu xí vô cùng làm ai cũng sợ hãi tránh xa bà. Buồn bã vì bị mọi người xa lánh, bà rời khỏi Thiên đình. Khi hạ phàm, bà đào một cái hang sâu tận lòng đất  tới mức một tia sáng cũng không thể lọt vào được để không ai phải nhìn thấy mình nữa. Bà đặt tên cho ngôi nhà mới của mình là Địa Phủ. Thế nhưng tháng ngày u buồn quá chán nản, bà tự cắt chiếc bóng của mình ra (có dị bản là dùng đất nặn) và hóa phép để chúng làm những người bạn tâm sự cùng mình. Vì chúng được tạo ra từ tâm trạng u uất của bà nên hình dáng cũng chẳng mấy xinh đẹp, lại chẳng có bóng của riêng mình vì chính bản thân chúng đã là chiếc bóng, dân gian về sau gọi đó là "ma", "quỷ". Thế nên mới có câu: "Xấu như ma chê quỷ hờn".

## Cai quản linh hồn
Lúc bấy giờ những lớp người sinh sôi rồi lại chết đi, linh hồn của họ không có nơi để đi nên quanh quẩn trần thế, không ít những hồn ma bóng quế quấy hại người sống. Tử Vi Đại Đế thấy vậy lệnh cho Mẫu Địa thu nhận những âm hồn ấy về chốn Địa Phủ. Quảng Cung Công chúa vâng lệnh, bà nhìn thấy tuy những linh hồn kia đã mất đi xác thân nhưng bản tính vẫn còn, trăm nghiệp lúc sống vương vấn quanh mình nên cũng muốn chúng được đối xử bình đẳng. Địa Mẫu vốn là một người ưa công bằng nên bà không chấp nhận việc các linh hồn được đối xử như nhau dù lúc sống đã gây ra nhiều sai phạm. Thế là bà lập ra nơi phân xử công tội của con người sau khi chết, những chiếc bóng của bà thì trở thành quỷ sai hành tội. Trong tín ngưỡng dân gian ta, Mẫu Địa Phủ ngồi trên một cỗ xe ngựa, cấm thòng lọng đi thu gom linh hồn người đã khuất. Hồn nào bị thòng lọng của bà tròng qua đầu thì phải hồi quy Địa Phủ nghe lệnh. 
Địa Mẫu trở thành Phán Quan để xác định số phận của mỗi linh hồn khi đến thế giới bên kia. Những kẻ chết xấu xa bị đày vào 18 tầng địa ngục để trả giá cho tội ác của chúng, 
Địa Mẫu trông chừng những người đã chết trong thanh thản vì tuổi già, bệnh tật. Bà chăm sóc trẻ em và phụ nữ chết trong khi sinh. Bà hướng dẫn những linh hồn không chọn con đường chiến tranh, hận thù, bạo lực để được siêu thoát thông qua vòng quay luân hồi đi đầu thai chuyển kiếp.
Về sau do ảnh hưởng của Phật giáo và Đạo Giáo nên nhiệm vụ này thuộc về Đầu trâu mặt ngựa hoặc Hắc Bạch Vô Nhị Vị Song Án.

## Thập Điện Diêm vương
Người sinh ra ngày càng nhiều, thiên tai, loạn lạc, con người giết hại lẫn nhau khiến cho số hồn ma bóng quỷ cũng nhiều đếm không xuể, một mình Mẫu không thể giải quyết, lũ quỷ lại không đủ thông minh để đảm nhiệm công việc thay bà nên bà chọn ra linh hồn của mười người đã tạo đủ phước đức lúc sinh thời và phong họ là Thập Điện Diêm Vương, Địa Phủ từ đó mà chia ra mười cửa ngục đế phán xét các âm hồn.

## Đầu thai chuyển kiếp
Bọn ma cũ sau khi chịu tội xong không còn nơi nào để đi bèn tiếp tục ở lại Địa Phủ, chúng cứ thế hợp sức cùng bọn ma mới để làm loạn. Thánh Mẫu là người nhân đức muốn dùng đạo để thu phục chúng nên ngày đêm nghĩ cách giải quyết ổn thỏa việc này, đúng lúc đó lũ quỷ dẫn đến hai linh hồn. Một người nam thì kể ra cuộc đời của tất cả nhân sinh cho tới thượng cầm hạ thú như thể anh ta sống cuộc đời của tất cả chúng sinh vậy, còn người nữ thì không nhớ bất kỳ thứ gì kể cả mình là ai cũng chẳng nhớ. Biết ngay đây là người của nhà Trời phái xuống giúp việc, bà bèn phong người nam làm Chuyển Luân Vương cai quản luân xa, ngự trên bánh xe luân hồi mà lo việc đầu thai chuyến thế cho âm hồn, hợp sức cùng chín vị Địa Vương kia trở thành Thập Điện Diêm Vương. Còn người nữ kia gọi là Mạnh Bà đảm nhận công việc pha cháo lú (canh Vong Xuyên) cho linh hồn ăn để bọn họ quên hết tất cả mọi thứ ở kiếp này trước khi được đầu thai.